# Катона, Клари
Клари Катона (венг. Klári Katona) — венгерская певица.

## Карьера
Катона родилась 20 октября 1953 года в Рацкеве, Венгерская Народная Республика. Она начала петь в 1966 году, в возрасте 13 лет, а ее профессиональная карьера началась в 1972 году после того, как исполнение ее песни "Bővízű forrás" в венгерской телевизионной программе "Táncdalfesztivál" принесло ей награду. Она исполнила вокальную партию в песне «Kék Csillag» группы Neoton Família, а затем занялась сольной карьерой. В 1976 году она дала концерты в Стамбуле, Пальма-де-Майорке и на музыкальном фестивале в Сопоте. В 1977 году вышел её первый студийный альбом Savanyú a csokoládé при поддержке Ференца Демьена и Бергенди.
Настоящий успех пришёл к ней в 1980-х годах при поддержке композиторов Габора Прессера и Душана Стевановити. Она вела передачи на нескольких венгерских телеканалах. 
Стала популярна на Кубе после выступления в Гаване.
В 1986 году выиграла премию лучшему певцу Венгерского радио eMeRTon-díj .
В 1995 году получила малый крест ордена Венгерской Республики.